# Aliança Electoral Roja
Aliança Electoral Roja (bokmål Rød Valgallianse, nynorsk Raud Valallianse, RV) va ser una aliança de grups d'esquerra que formaren un partit polític noruec per a promoure les idees del marxisme revolucionari marxista al Storting. El partit es va dissoldre el 10 de març de 2007, quan va participar en la fundació d'un nou partit, Roig (Rødt). La seva organització jovenil era Raud Ungdom o Rød Ungdom (Joventut Roja).

## Història
Encara que es va formar el 1973 com un front electoral del Partit Comunista dels Treballadors (marxista-leninista) (Arbeidernes Kommunistparti (ml), AKP (ml)), l'Aliança Electoral Roja es va convertir en un partit independent en 1991, mantenint idees leninistes. Seguia sent un partit revolucionari que promovia d'una ideologia basada en el marxisme.
De 1993 a 1997, Erling Folkvord representà RV al Storting. A les eleccions legislatives noruegues de 1997 el partit va obtenir el seu més alt percentatge de vots amb un 1,7%. Malgrat això, Folkvord va perdre el seu escó i no en va guanyar de nous.
El 2003 fou elegit líder del partit Torstein Dahl, economista de la Universitat de Bergen, i fou reelegit el març de 2005. Tanmateix, després del resultats de les eleccions legislatives noruegues de 2005 es va fer evident que el seu treball per recuperar el seu escó al Parlament havia fracassat. Va rebre l'1,2% dels vots. És evident que, a fi d'estar representats al Parlament, havien d'obtenir una gran part dels vots a Hordaland o Oslo. Tanmateix, el seu millor resultat va ser del 3,4% a Hordaland.
El 10 de març de 2007 el partit es va dissoldre, ja que fusiona amb l'AKP en un nou partit, Roig, amb Dahl com a líder. Degut a les lleis electorals noruegues, el nom d'Aliança Electoral Roja es mantindrà per a les eleccions locals de 2007. El partit compta actualment amb 57 representants als ajuntaments del país.

## Resultats electorals

### Eleccions legislatives
| Any  | Vots             | %                | Escons  | +/- |
| ---- | ---------------- | ---------------- | ------- | --- |
| 1973 | 9,360            | 0.43             | 0 / 155 | Nou |
| 1977 | 14,515           | 0.63             | 0 / 155 | =   |
| 1981 | 17,844           | 0.72             | 0 / 155 | =   |
| 1985 | 14,818           | 0.57             | 0 / 157 | =   |
| 1989 | Coalició amb FMS | Coalició amb FMS | 0 / 165 | =   |
| 1993 | 26,360           | 1.07             | 1 / 165 | 1   |
| 1997 | 43,252           | 1.67             | 0 / 165 | 1   |
| 2001 | 30,015           | 1.18             | 0 / 165 | =   |
| 2005 | 32,355           | 1.23             | 0 / 169 | =   |

## Líders del partit (fins al 1979 també de l'AKP)
- 1973-1975 — Sigurd Allern
- 1975-1979 — Pål Steigan
- 1979-1981 — Hilde Haugsgjerd
- 1981-1983 — Finn Sjue
- 1983-1987 — Jahn Arne Olsen
- 1987-1995 — Aksel Nærstad
- 1995-1997 — Jørn Magdahl
- 1997-2003 — Aslak Sira Myhre
- 2003-2007 — Torstein Dahle